# 四大探長 (電影)
《四大探長》是一部1992年出品，由林德祿執導，元德任動作設計，李修贤、任达华、李子雄、郑则仕主演，主要讲述了香港警界的四名华人探长的故事。

## 故事大綱
前香港總華探長陸剛於新加坡病逝，昔日三位同僚兼好友雷傑、何森、姚雄前赴新加坡奔喪，但遭到廉政公署調查員刁難，陸剛遺孀李艷屏痛斥廉政公署調查員，更透露出四大探長當年事跡…… 
五十年代香港治安狀況不佳，警察貪污情形十分普遍，陸剛當時擔任一個小沙展，因替同鄉兄弟出頭，卻得罪鴉片煙館負責人江德森，兩人種下仇怨，加上陸剛為人衝動，有勇無謀，因而被上司調職為水警，之後結識了姚雄；一次意外，陸剛巧為探長雷傑所救，兩人從此結下不解之緣。 
雷傑為借助陸剛打擊敵對探長勢力，不惜從水警調出陸剛，更接下富商鄭宏被綁架一案以求邀功，陸剛破案，令敵對探長革職，陸剛升為探長與雷傑平起平坐。行動中陸剛偶然結識了地盤在新界的何森，陸剛更對何森的妹妹李艷屏一見鐘情，結為夫婦，這兩件事使雷傑及姚雄兩人感到不悅，兄弟之間的矛盾也因而產生。 
陸剛辦案實事求事屢破奇案並提攜姚雄及何森升職擔任探長，陸剛及雷傑更升為總華探長，權傾一時。正當四人平步青雲時，白粉撈家鄭宏被江德森殺害身亡，並嫁禍給陸剛，更派員重傷雷傑及李艷屏，四人怒不可遏，決定與江德森進行生死一決，最終四大探長一舉擒拿江德森等一干人犯，繼續威風八面。

## 主要角色
| 演員      | 角色 （角色原型） | 粵語配音 | 暱稱/關係 |
| 李修賢    | 陆刚 (藍剛)       | 朱子聰   | 無頭、陆老總 李艷屏之夫 江德森之天敵 沙展，駐守九龍城 曾因代同鄉的叔父出頭從老千手上取回被騙的金錢，而大鬧煙檔並與煙檔的主持的江德森結怨及得罪自己的上司更被調職水警 後意外墮海，被雷杰所救 在雷杰安排下與姚雄調查鄭宏被劫一案，後破案 曾因總華探長一事與雷杰不和，後和好 昇任九龍區總華探長 |
| 任達華    | 雷杰 (呂樂)       | 張炳強   | 笑面虎、雷老總 探長，駐守灣仔 曾安排陸剛調查鄭宏被劫一案 曾因總華探長一事與陸剛不和，後和好 昇任港島區總華探長 |
| 李子雄    | 姚雄 (顏雄)       | 李子雄   | 雄爺 沙展，駐守旺角 怨曾與陸剛調查鄭宏被劫一案 曾對李艷屏有好感 昇任油麻地探長 |
| 郑则仕    | 何森 (韓森)       | 郑则仕   | 又名:肥仔B 沙展，駐守新界 昇任旺角探長 |
| 甄楚倩    | 李艳屏            |          | 歌星 陸剛之妻 曾經是何森之妹仔(傭人)，後改隨陸剛 姚雄曾對其有好感 |
| 尹揚明    | 江德森            | 陳欣     | 又名:高佬森/森仔 販毒頭子 陸剛之天敵，後成為四大探長之天敵 曾殺害鄭宏、劉銘 被瀕死的劉銘殺害 |
| 江文聲    | 鄭宏              | 源家祥   | 運輸業鉅子，實為販毒頭子 曾被林卓行劫其家，受傷 曾與陸剛等四人合股的士公司 被江德森殺害 |
| 陳治良    | 阿潤              |          | 林卓之手下 後被陸剛拘捕，並供出林卓匿藏地方 出獄後成為陸剛的御用「收租佬」 |
| 李兆基    | 劉銘              | 陳永信   | 鄭宏之手下 本用計引出江德森反被其殺害，死前殺害江德森 |
| 徐忠信    | 林卓              | 馮志輝   | 大賊 曾行劫鄭宏家中 後被陸剛擊斃 |
| 黃曼      | 陸母              | 陶碧儀   | 無頭母親 |
| 饒芷君    | 森妻甲            | 陸惠玲   | 肥仔B元配 |
| 陳玉麟    | 森妻乙            | 沈小蘭   | 肥仔B二奶 |
| 梁錦燊    |                   | 馮志輝   | 毒品拆家之一 後被江德森之手下殺害 |
| 衛青      |                   |          | 毒品拆家之一 後被江德森之手下殺害 |
| 簡瑞超    |                   | 黃志明   | 毒品拆家之一 後被江德森之手下殺害 |
| 何柏光    | 寫信佬            | 丁羽     | 無頭之綫人 |
| Mark King | 爛仔亨 (韩德)     | 陳永信   | 貪婪警司，無頭、笑面虎等人的上司 曾暗中與江德森勾結 |
| 余銘衍    |                   | 馮志輝   | 633特別調查組組長 初時針對、調查陆刚等人，後暗中調查爛仔亨勾結江德森，並通知陆刚等人 |
| 鄧榮燊    | 黎探長            | 黃志明   | 探長，駐守九龍城 陆刚的上司 調與江德森結怨的陆刚為水警 雷杰之天敵 在遞捕林卓的行動中因貪生怕死而回警署等消息，事後被爛仔亨勒令提早退休 |
| 雷达      |                   | 張炳強   | 陸剛的同鄉的叔父 在英國當大廚，因遇老千被騙去積蓄而找陸剛出頭 事後取回一半積蓄既返回英國，但使陸剛被調職水警 |

## 外部連結
- 香港影庫上《四大探長》的資料（繁體中文）
- 豆瓣电影上《四大探長》的資料 （简体中文）
- 时光网上《四大探長》的資料（简体中文）
- 互联网电影数据库（IMDb）上《四大探長》的资料（英文）